# Persicaria
Persicaria Mill., 1754 è un genere di piante spermatofite dicotiledoni appartenenti alla famiglia delle Poligonacee, dall'aspetto di piccole erbacee annuali o perenni, aromatiche e dalla tipica infiorescenza a spiga.

## Etimologia
Il nome (Persicaria) deriva dal fatto che le foglie di alcune specie di questo genere sono molto simili a quelle del pesco.

## Descrizione

### Radici
Radici secondarie da rizoma, o da stolone.

### Fusto
Il fusto normalmente è diviso in due parti: quella sotterranea è un rizoma, a volte contorto e squamoso; quella superiore è eretto o prostrato, a sezione cilindrica, pubescente o glabro, più o meno ramoso e provvisto di nodi. La parte più caratteristica è data dalla presenza di particolari stipole membranose con bordi cigliati o sfrangiati, cilindriche e inguainanti il fusto stesso chiamate ocree di colore rossastro, marrone o anche trasparenti.

### Foglie
Le foglie sono normalmente decidue, hanno la forma lanceolata più o meno stretta o allargata. Quelle basali sono più larghe e grandi e normalmente sono picciolate; quelle cauline sono più strette e più piccole e sono sub-sessili. Quasi tutte sono penninervie.

### Infiorescenza
L'infiorescenza tipica è una spiga peduncolata composta da diverse decine di fiori regolari. La posizione dell'infiorescenza può essere all'ascella delle foglie o terminale.

### Fiori
La struttura dei fiori delle piante di questo genere è diversa dal “classico” fiore delle Angiosperme in quanto il calice e la corolla non sono ben differenziati; abbiamo quindi un perigonio con diversi tepali (e non un perianzio con un calice e i suoi sepali e una corolla con i suoi petali). Questa “diversità” non sempre è chiara e ben definita, o accettata dai vari botanici, per cui in alcuni casi strutture di questo tipo si definiscono come “perianzio corollino con tepali” oppure “perianzio aciclico”
 I fiori sono ermafroditi (in alcune specie sono unisessili: Persicaria amphibia o Persicaria hydropiperoides), attinomorfi e pentameri. Possono inoltre essere pedicellati oppure sessili.
- Formula fiorale:

* P 4-5, A 4-8, G 2-3
- Perigonio: il perigonio è formato da 4-5 tepali. In genere questi sono connati alla base. Il colore di questa parte del fiore può essere bianco, bianco-verdastro, rosato, rosso o viola, ma anche giallastro.
- Androceo: gli stami variano (da 4 a 8); mediamente sono dei lunghi filamenti connati alla base. Le antere sono ellittiche-ovali di vari colori (gialle, rosse o rosa).
- Gineceo: gli stili sono 2 – 3, eretti, connati alla base ma liberi nella parte superiore, su un ovario supero sincarpico formato da tre carpelli.

### Frutti
I frutti sono degli acheni racchiusi nel perigonio che in genere è persistente. Il loro colore è quasi sempre marrone scuro; non sono alati, ed hanno una forma discoide biconvessa o sferoidale. A volte sono trigoni.

## Distribuzione e habitat
Il genere ha una distribuzione cosmopolita
È presente in tutta Italia a tutte le quote (basse – medie) e negli habitat più diversi. Delle 14 specie spontanee della flora italiana ben 13 vivono sull'arco alpino (solo la specie Persicaria salicifolia ne è esclusa). La tabella seguente mette in evidenza alcuni dati relativi all'habitat, al substrato e alla diffusione delle sole specie alpine.
| Specie          | Comunità vegetali | Piani vegetazionali | Substrato | pH            | Livello trofico | H2O       | Ambiente    | Zona alpina                        |
| --------------- | ----------------- | ------------------- | --------- | ------------- | --------------- | --------- | ----------- | ---------------------------------- |
| P. alpina       | 13                | subalpino           | Ca-Si Si  | acido         | alto            | medio     | F3          | arco alpino occidentale e centrale |
| P. amphibia     | 1                 | collinare montano   | Ca-Si Si  | neutro        | alto            | acquatico | A1 A3 A4 B1 | TO AO e Alpi centro-orientali      |
| P. capitata     |                   | collinare           | Ca Si     | neutro        | alto            | umido     | B2 B9       | NO                                 |
| P. hydropiper   | 2                 | collinare montano   | Ca-Si Si  | acido         | medio           | umido     | A4 B1 B2 B5 | tutto l'arco alpino                |
| P. lapathifolia | 2                 | collinare montano   | Ca Si     | neutro-basico | alto            | umido     | A4 B1 B2 B5 | tutto l'arco alpino                |
| P. maculosa     | 2                 | collinare montano   | Ca Si     | acido         | alto            | medio     | B1 B2 B5    | tutto l'arco alpino                |
| P. minor        | 2                 | collinare montano   | Ca Ca-Si  | acido         | alto            | umido     | A4 B1 B2 B5 | tutto l'arco alpino escluso CN     |
| P. mitis        | 2                 | collinare montano   | Ca Si     | neutro        | alto            | umido     | A4 B1 B2 B5 | tutto l'arco alpino escluso CN     |
| P. nepalensis   | 13                | montano             | Ca Si     | neutro        | basso           | medio     | B2 B5       | BL TN VA                           |
| P. orientalis   | 2                 | collinare           | Ca-Si Si  | acido         | alto            | medio     | B2 G4 B9    | zone centrali delle Alpi           |
| P. polystachya  | 5                 | collinare           | Ca Si     | acido         | alto            | medio     | B2 G4       | NO                                 |

Legenda e note alla tabella.

Per il “substrato” con “Ca/Si” si intendono rocce di carattere intermedio (calcari silicei e simili); vengono prese in considerazione solo le zone alpine del territorio italiano (sono indicate le sigle delle province).
Comunità vegetali:
1 = comunità acquatiche natanti o sommerse
2 = comunità terofiche pioniere nitrofile
5 = comunità perenni nitrofile
11 = comunità delle macro- e megaforbie terrestri
10 = comunità delle praterie rase dei piani subalpino e alpino con dominanza di emicriptofite
13 = comunità arbustive
Ambienti:
A1 = acque permanenti
A3 = ambienti acquatici come rive, stagni, fossi e paludi
A4 = ambienti umidi, temporaneamente inondati o a umidità variabile
B1 = campi, colture e incolti
B2 = ambienti ruderali, scarpate
B5 = rive, vicinanze corsi d'acqua
B9 = zone coltivate
F3 = prati e pascoli mesofili e igrofili
F5 = praterie rase subalpine e alpine
G4 = arbusteti e margini dei boschi

## Tassonomia
Il genere Persicaria comprende oltre 130 specie.

### Variabilità
Le specie di questo genere si presentano in diverse varietà e forme adattate agli ambienti più diversi. Quando questo genere faceva parte del gruppo Polygonum, Fiori (Adriano Fiori, botanico italiano 1865 – 1950) aveva suddiviso le specie spontanee dell'Italia in tre sezioni (suddivisione che ovviamente rimane ancora valida per comprendere meglio i vari caratteri distintivi del genere di questa scheda) :
- Gruppo 1A : le stipole ocreate hanno un margine fogliaceo patente (sono inoltre caduche); le foglie hanno una lamina molto larga ed è penninervia;

Sezione AMBLYGONIUM (Persicaria orientalis, Persicaria alpina)
- Gruppo 1B : le ocree sono disposte ad angolo retto; le foglie sono lanceolate e comunque strette; la lamina è penninervia;

- Gruppo 2A : i fusti sono semplici (non ramosi) ed hanno una sola spiga terminale; la radice è un rizoma ingrossato a tubero;
- Gruppo 2B : i fusti sono ramosi; l'infiorescenza è composta da più spighe oppure da fiori solitari all'ascella delle foglie (queste piante però non sono mai tuberose); le foglie sono più lunghe di 4 cm; le ocree hanno la lamina intera; i cotiledoni sono “accombenti”, ossia nel seme le “radicicole” sono piegate sul margine dei cotiledoni, e si sviluppano sulla linea di fenditura di separazione degli stessi.

Sezione PERSICARIA (Persicaria amphibia, Persicaria maculosa, Persicaria lapathifolia).

Attualmente i criteri di circoscrizione del genere seguono gli studi di P. Ronse Decraene et al. (2000) e K. Haraldson (1978) che dividono il genere in cinque sezioni: 
- Tovara (Adanson) H. Gross (1913) : gli stili sono persistenti e si trovano sormontati sui frutti acheni; le infiorescenze sono esigue e a volte interrotte.
- Echinocaulon (Meisner) H. Gross (1913) : i fusti hanno un portamento prostrato; le infiorescenze sono ascellari o terminali e sempre continue; gli stili sono decidui.
- Cephalophilon (Meisner) H. Gross (1913) : i fusti hanno generalmente un portamento eretto; le foglie hanno una lamina a forma triangolare con un picciolo alato.
- Rubrivena (M. Král) SP Hong (1993) : i fusti sono eretti e ramificati nella parte alta; le foglie sono lanceolate con margine intero; le infiorescenze sono quasi tutte terminali; i tepali sono connati solo alla base (meno di 1/5 della loro lunghezza).
- Persicaria : i fusti sono eretti; il perianzio è campanulato e i tepali sono connati per buona parte della loro lunghezza.

### Specie spontanee della flora italiana
Per meglio comprendere ed individuare le varie specie del genere (solamente per le specie spontanee della nostra flora) l'elenco che segue utilizza in parte il sistema delle chiavi analitiche.
- Gruppo 1A : le foglie basali sono composte (un grande lobo centrale a forma triangolare e due lobi laterali molto più piccoli posizionati alla fine del picciolo); l'infiorescenza non è a spiga;

Persicaria nepalensis (Meisn.) Miyabe - Poligono del Nepal : l'altezza massima che può arrivare è di 40 cm; i fiori sono disposti in glomeruli all'ascella delle foglie; il perianzio è giallo-verde. La forma biologica è terofita reptante (T rept) con un ciclo biologico annuo; il tipo corologico è Orof. Paleotropicale; è una pianta rara e si trova nel bellunese e nella provincia di Varese fino a 1400 m s.l.m..
- Gruppo 1B : le foglie sono semplici a lamina intera; l'infiorescenza è una spiga o pannocchia terminale;

- Gruppo 2A : l'infiorescenza è a forma di pannocchia ramosa;

Persicaria alpina (All.) H. Gross - Poligono alpino : la pianta è alta fino a 70 cm; il fusto è eretto; le foglie sono lanceolate con margine ondulato; il colore dei fiori è bianco-giallastro. Il ciclo biologico della pianta è perenne; la forma biologica è geofita rizomatosa (G rhiz); il tipo corologico è Eurasiatico; si trova sui prati alpini dai 800 ai 1800 m s.l.m.; in Italia è presente raramente e solamente sulle alture del nord-ovest.
- Gruppo 2B : l'infiorescenza è una semplice spiga;

- Gruppo 3A : le foglie hanno una forma ovale e sono molto lunghe;

Persicaria orientalis (L.) Spach - Poligono orientale : può raggiungere i 2 metri di altezza; il fusto è giallastro e pubescente; l'infiorescenza è formata da spighe che terminano in una pannocchia piuttosto scomposta; il colore dei fiori è rosso-corallo. Il ciclo biologico della pianta è annuo; la forma biologica è terofita scaposa (T scap); il tipo corologico è Asiatico tropicale; fondamentalmente è una pianta importata e quindi naturalizzata in Italia; si trova al nord fino 500 m s.l.m..
- Gruppo 3B : le foglie sono brevi ed hanno forma lanceolata-lineare;

- Gruppo 4A : il fusto è semplice (non ramificato) e la spiga è unica;
- Gruppo 4B : il fusto è ramificato con una spiga alla fine di ogni ramo;

- Gruppo 5A : le spighe sono densamente fiorite e il loro asse è eretto:

Persicaria amphibia (L.) Gray – Poligono amfibio : è una pianta acquatica, metà sommersa; le foglie sono natanti ed hanno una base rotonda; il colore dei fiori è bianco-purpureo. Il ciclo biologico della pianta è perenne; la forma biologica è geofita rizomatosa (G rhiz); il tipo corologico è Subcosmopolita; si trova nelle acque stagnanti e zone paludose, è comune in tutta Italia fino a 1400 m s.l.m..
Persicaria maculosa (Raf.) S.F. Gray - Poligono persicaria : può arrivare fino a 120 cm di altezza; le ocree sono pubescenti con margine cigliato - fimbriato e avvolgono strettamente il fusto; le foglie hanno la base acuta; i fiori sono bianchi e rosa. Il ciclo biologico della pianta è annuo; la forma biologica è terofita scaposa (T scap); il tipo corologico è Subcosmopolita; si trova nei campi coltivati o sui bordi delle strade, su tutto il territorio italiano, fino a 1300 m s.l.m..
Persicaria lapathifolia (L.) Gray – Poligono nodoso : può arrivare fino a 120 cm di altezza; le ocree sono glabre e hanno un bordo quasi intero e avvolgono mollemente il fusto; le foglie hanno la base acuta ; i fiori sono bianco-verdastri. Il ciclo biologico della pianta è annuo; la forma biologica è terofita scaposa (T scap); il tipo corologico è Paleotemperato divenuto poi Cosmopolita; si trova in ambienti ruderali e coltivi, su tutto il territorio italiano, fino a 1300 m s.l.m..
- Gruppo 5B : le spighe non sono formate da molti fiori e a volte sono interrotte; l'asse della spiga è incurvato;

- Gruppo 6A : le foglie hanno un acre sapore di pepe; il perianzio è ghiandoloso;

Persicaria hydropiper (L.) Spach – Poligono pepe d'acqua : è una pianta alta fino a 80 cm con fusti prostrati ma ascendenti e robusti; le spighe sono lunghe fino a 5 cm lievemente arcuate di colore biancastro. Il ciclo biologico della pianta è annuo; la forma biologica è terofita scaposa (T scap); il tipo corologico è Circumboreale; si trova in ambienti umidi e fangosi, su tutto il territorio italiano, fino a 1300 m s.l.m..
- Gruppo 6B : il sapore delle foglie è erbaceo; il perianzio è privo di ghiandole;

Persicaria mitis (Schrank) Assenov - Poligono mite : il bordo della foglia è intero; le spighe si presentano con infiorescenza interrotta e sono incurvate, quasi pendenti; i fiori hanno un colore bianco-roseo; il frutto achenio ha una forma triangolare. Il ciclo biologico della pianta è anno; la forma biologica è terofita scaposa (T scap); il tipo corologico è Europeo-Caucasico; si trova in ambienti umidi in prevalenza al nord e centro, fino a 800 m s.l.m..
Persicaria minor (Huds.) Opiz - Poligono minore : la pianta arriva fino a 120 cm di altezza; il bordo della foglia è intero; le spighe si presentano con infiorescenza interrotta ed hanno un portamento obliquo ma sono diritte; il colore dei fiori è bianco-verdastro; il frutto (un achenio) è piano-convesso. Il ciclo biologico della pianta è anno; la forma biologica è terofita scaposa (T scap); il tipo corologico è Subcosmopolita; si trova in ambienti umidi in prevalenza al nord e centro, fino a 800 m s.l.m..
Persicaria salicifolia (Brouss. ex Willd.) Assenov – Poligono seghettato : è una pianta che può arrivare fino a 70 cm di altezza; il bordo delle foglie è seghettato, quasi cigliato; le spighe sono abbastanza regolarmente cilindriche. Il ciclo biologico della pianta è perenne; la forma biologica è emicriptofita scaposa (H scap); il tipo corologico è Subcosmopolita; si trova in ambienti umidi in prevalenza al centro e sud, fino a 800 m s.l.m..

Due nuove specie non sono inserite negli elenchi della “Flora d'Italia” di Pignatti, che invece compaiono in altri testi più recenti:
Persicaria capitata (Buch.-Ham. ex D. Don) Gross. - Poligono capitato : è una pianta alta fino a 30 cm; il fusto è a portamento prostrato-ascendente, di colore rossiccio e pubescente; le foglie sono lanceolate- ovali con una vistosa macchia nera a “V” rovesciata; l'infiorescenza è del tipo globoso bianco-rosato. Il ciclo biologico della pianta è perenne; la forma biologica è geofita rizomatosa (G rhiz) ; il tipo corologico è Eurasiatico; si trova in ambienti ruderali e coltivi fino a 800 m s.l.m. nella sola provincia di Novara.
Persicaria polystachya (Wall. ex Meisn.) H. Gross (sinonimo = P. wallichii Greuter & Burdet) – Poligono a spighe numerose : è una pianta abbastanza alta (fino a 200 cm); il fusto è eretto e ramoso; le foglie sono lanceolate con margine ondulato; l'infiorescenza (molto numerosa) è a pannocchia con fiori bianchi lunghi al massimo 6 mm. Il ciclo biologico della pianta è perenne; la forma biologica è geofita rizomatosa (G rhiz); il tipo corologico è Asiatico; si trova in ambienti ruderali, arbusteti e margini dei boschi fino a 800 m s.l.m. nella sola provincia di Novara.

### Generi simili
I generi che più si avvicinano a quello della presente scheda sono ovviamente quelli che sono stati separati ultimamente.
- Fagopyrum Miller: (per le caratteristiche di questo genere vedere il paragrafo “Variabilità”) questo genere in precedenza era incluso nel genere Polygonum.
- Fallopia Adanson: sono piante unicamente terrestri, con fusti volubili e rampicanti e infiorescenze con numerose spighe ramificate. Questo genere in precedenza era incluso nel genere Polygonum.
- Polygonella Michaux (1803) : questo genere ha molte somiglianze con il genere Polygonum (nella struttura dei fiori e del polline) ma non è presente in Italia, si trova solo in America del Nord: probabilmente è un genere endemico di quelle zone. Alcuni botanici non riconoscono la sua autonomia tassonomica per cui spesso le sue specie sono incluse nel genere Polygonum.
- Polygonum L. (1753) – Poligono: (la maggior parte delle specie “Persicaria” appartenevano a questo genere) sono soprattutto piante cespugliose e molto ramose; i fiori sono singoli, non a spiga e disposti all'ascella delle foglie.

## Usi
La maggior parte delle piante di questo genere sono erbacce invasive o in tutti i casi poco utili a parte qualche utilizzo nel giardinaggio di copertura e riempimento.

### Farmacia
Alcune specie (Persicaria maculosa) sono usate nella medicina popolare per proprietà curative di vario tipo (vulnerarie, diuretiche o astringenti).

### Cucina
In cucina vengono usate soprattutto le foglie (nell'insalata se giovani, oppure cotte se raccolte dopo); altre specie sono usate al posto del pepe; alcune ricette propongono i semi di queste piante con curry oppure da usarsi dopo che sono torrefatti.

### Industria
L'industria ricava soprattutto coloranti dalle parti aeree di queste piante.